# Тюменские известия
«Тюменские известия» — ежедневная общественно-политическая парламентская газета Тюменской области. Входит в ТОП-15 самых цитируемых областных СМИ.

## История
Газета «Тюменские известия» была основана 22 сентября 1990 года по инициативе Тюменского областного Совета народных депутатов став его главным печатным органом. Газета создавалась как альтернатива партийной «Тюменской правды». Основной журналистский костяк газеты составили перешедшие из тюменской правды журналисты — Владимир Князев, Рафаэль Гольдберг, Виктор Егоров, Виктор Строгальщиков.. Возглавил газету Юрий Бакулин.

## Главные редакторы
- Юрий Бакулин (1990-1999)
- Владимир Кузнецов (1999-2011)
- Анатолий Костров (2011- н.в.)